# Marie-Luise Neunecker

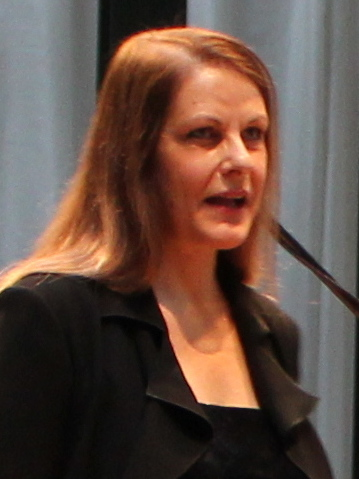
Marie-Luise Neunecker, 2011

Marie-Luise Neunecker (* 17. Juli 1955 in Erbes-Büdesheim) ist eine deutsche Hornistin.

## Leben
Marie-Luise Neunecker studierte zunächst Musikwissenschaft und Germanistik. Später nahm sie dann das Hornstudium bei Erich Penzel an der Hochschule für Musik und Tanz Köln auf.
1978 begann sie als zweite Hornistin an der Frankfurter Oper. 1979 wurde sie Solohornistin bei den Bamberger Symphonikern. Von 1981 bis 1989 spielte sie als Solohornistin beim Radio Sinfonieorchester Frankfurt, heute hr-Sinfonieorchester.
Es folgten Konzerte bei zahlreichen Festivals, u. a. Münchener Biennale, Schleswig-Holstein Musik Festival, Marlboro-Musik-Festival und den Wiener Festwochen mit dem Wiener Kammerorchester und Sándor Végh. 1995 bei den Salzburger Festspielen trat sie mit dem Mozarteum-Orchester Salzburg unter der Leitung von Jeffrey Tate auf. Ebenfalls ist sie beim Kammermusikfestival Spannungen häufiger Gast.
Seit 1988 war sie Professorin für Horn an der Hochschule für Musik und Darstellende Kunst Frankfurt am Main und seit 2004 Professorin an der Hochschule für Musik „Hanns Eisler“ Berlin, wo sie 2020 emeritierte.
György Ligeti schrieb für Marie-Luise Neunecker sein Hornkonzert Hamburgisches Konzert, das sie im Januar 2001 uraufführte.

## Preise und Ehrungen
- 1982 Preisträgerin beim Deutschen Musikwettbewerb in Bonn[3]
- 1983 3. Preis beim Internationalen Musikwettbewerb der ARD in München
- 1986 1. Preis beim Internationalen Wettbewerb der „Concert Artists Guild“ in New York.
- 2013 Frankfurter Musikpreis[4]

## Aufnahmen
Daneben erfolgten zahlreiche Aufnahmen, u. a. mit den Strauss- und den Mozart-Hornkonzerten. Hindemith-Konzert mit RSO Frankfurt und russischen Hornkonzerten (Glasunow, Glière und Schebalin) mit den Bamberger Symphonikern.
| Komponist/en                                              | Titel                                         | Dirigent/en           | Orchester                                                                          | Tonträger/Produzent             | Aufnahmejahr/e |
| --------------------------------------------------------- | --------------------------------------------- | --------------------- | ---------------------------------------------------------------------------------- | ------------------------------- | -------------- |
| Benjamin Britten                                          | Serenade op. 31 für Tenor, Horn und Streicher | Ingo Metzmacher       | Bamberger Symphoniker                                                              | CD/EMI 556–871–2                | 1999           |
| Paul Hindemith                                            | Hornkonzert                                   | Werner Andreas Albert | Radio Sinfonie Orchester Frankfurt                                                 | cpo 999 142-2                   | 1995           |
| Wolfgang Amadeus Mozart                                   | Hornquintett Es-Dur KV 407                    | x                     | Mannheimer Streichquartett                                                         | CD/Novalis 150 006-2            | 1986           |
| Max Reger                                                 | Scherzino in C für Horn und Streichorchester  | Horst Stein           | Bamberger Symphoniker                                                              | CD/Koch 31 498-2                | ?              |
| Reinhold Gliére, Alexander Glasunow, Vissarion Scherbalin | Russische Hornkonzerte                        | Werner Andreas Albert | Bamberger Symphoniker                                                              | CD/Koch 3-1357-2                | 1994           |
| György Ligeti                                             | Sechs Bagatellen für Bläserquintett u. a.     | x                     | London Winds                                                                       | CD/Sony Classical SK 62309      | 1998           |
| György Ligeti                                             | Hamburg Concerto (Horn Concerto)              | George Benjamin       | Asko Ensemble                                                                      | CD/Teldec Classics 8573-88263-2 | 2003           |
| Hans Georg Pflüger                                        | Rhapsodie für Violine, Horn und Klavier       | x                     | Saschko Gawriloff (Violine), Marie-Luise Neunecker (Horn), Klaus Hellwig (Klavier) | Bayer Records BR 100 040        | ?              |
| Othmar Schoeck                                            | Konzert für Horn und Streichorchester op. 65  | Uri Mayer             | NDR Radiophilharmonie                                                              | CD/Koch                         | 1998           |
| Richard Strauss                                           | Hornkonzerte No. 1 und 2                      | Ingo Metzmacher       | Bamberger Symphoniker                                                              | Warner                          | 2016           |